# Боли, Штефан
Штефан Боли (нем. Stéphane Bohli; родился 25 июля 1983 года в Женеве, Швейцария) — швейцарский теннисист.

## Спортивная карьера
В юниорской карьере в 2001 году Штефану Боли удалось выиграть парный разряд среди юношей на Открытом чемпионате США (совместно с Томашом Бердыхом). В том же году выиграл первый турнир из серии «фьючерс». Следующий раз это ему удается сделать в 2003 году. В 2004 году дебютировал в одиночных соревнованиях ATP-тура на турнире в Милане. В первом раунде он проиграл Николя Эскюде 3-6, 4-6. Следующий раз выступить на турнире ATP ему удается в октябре 2005 года в Москве, где он проиграл в первом раунде румыну Андрею Павелу 4-6, 4-6. В период с 2005 по 2007 год выиграл три «фьючерса» и один раз вышел в финал на турнире серии «челленджер» в Луисвилле.
Следующий раз финала «челленджера» он достиг в начале 2008 года в Нумеа. В апреле того же года на «челленджере» в Лансароте взял титул. В июле 2008 года на турнире ATP в Гштаде в одиночном разряде во втором раунде проиграл своему соотечественнику Станисласу Вавринке 6-7(6), 7-5, 6-7(3). В парном разряде на том турнире он выступал с Вавринкой и смог достичь первого в своей карьере финала турнира ATP. В августе 2008 года впервые сыграл в основной сетке турнира из серии Большого шлема Открытом чемпионате США, но уступил в первом раунде Иржи Ванеку 6-3, 3-6, 2-6, 5-7. В октябре вышел во второй раунд на турнире в Базеле, где впервые встретился с теннисистом из Топ-10 Хуаном Мартином дель Потро, которому уступил 3-6, 3-6.
В 2009 году в одиночках сыграл на четырёх турнирах ATP, где уступал в первом раунде (Роттердам, Мюнхен, Гштаад и Базель). В июле ему удалось выиграть «челленджер» в Реканати, а через год он смог защитить свой титул. За 2010 год сыграл в целом на трёх турнирах ATP (Роттердам, Марсель и Базель), но непременно уступал в первом раунде. В 2011 году выступил в Марселе и Гштаде, а 2012 году в Окленде. В июне 2013 года через квалификацию пробился на травяной турнир в Хертогенбосе и уступил в первом раунде.

## Выступления на турнирах ATP
| Легенда                        |
| ------------------------------ |
| Турниры Большого шлема         |
| Кубок Мастерс / финал АТР-тура |
| ATP Мастерс / ATP Мастерс 1000 |
| АТР Gold / АТР 500             |
| АТР International/ АТР 250     |

### Поражения в финалах (1)

#### Парный разряд (1)
| №  | Дата        | Турнир | Покрытие | Партнёр            | Соперники в финале              | Счёт в финале    |
| -- | ----------- | ------ | -------- | ------------------ | ------------------------------- | ---------------- |
| 1. | 13 июл 2008 | Гштад  | Грунт    | Станислас Вавринка | Ярослав Левинский Филип Полашек | 6-3, 2-6, [9-11] |